# Sofia Pettersson
Sofia Pettersson (* 30. Dezember 1970 in Kristinehamn) ist eine schwedische Jazzmusikerin (Gesang, Komposition); sie gilt als „eine typische Vertreterin des skandinavischen Jazz-Pops der Gegenwart.“

## Leben und Wirken
Petterson studierte an der Musikhochschule in Malmö. Während ihres Studiums trat sie oft in Jazzclubs in Südschweden auf und arbeitete teilweise mit dem Gitarristen Johan Leijonhufvud und dem Bassisten Mattias Hjorth zusammen.
1998 veröffentlichte Petterson, die von Stevie Wonder und Donny Hathaway sowie von Folk-orientierten Sängern wie Paul Simon und Joni Mitchell beeinflusst ist, mit ihrem Quintett ihr Debütalbum Oasis. Seit 1999 lebt sie in Stockholm. Weitere Alben folgten. Weihnachten 2004 wurde sie in Thailand von der Tsunami-Welle erfasst und schwer verletzt; ihr Partner starb bei dem Ereignis. Nach ihrer Rückkehr nach Schweden, drei Wochen im Karolinska-Krankenhaus und zwölf Operationen begann sie wieder zu singen. Auf dem Album Still Here, für das sie alle Lieder schrieb, verarbeitete sie dieses Geschehen.
Petterson ist zudem als Musiklehrerin am Stockholmer Musikkonservatorium tätig. Sie schrieb auch Liedtexte für Rigmor Gustafsson.

## Diskographische Hinweise
- 1998 – Sofia Pettersson Kvintett: Oasis (Sittel, SITCD 9253, mit Jacob Karlzon, Johan Leijonhufvud, Mattias Hjorth, Jonas Holgersson)
- 2002 – Slow Down (Prophone, PCD 066)
- 2004 – That’s Amore (Prophone, PCD 074)
- 2006 – Still Here (ajabu, AJABUCD 003-X)[1]
- 2008 – In Another World (Prophone, PCD 092)
- 2011 – Sofia Pettersson & Petter Bergander: Det liknar ingenting (Prophone, PCD 105)